# María Montez International Airport
María Montez International Airport är en flygplats i Dominikanska republiken. Den ligger i provinsen Barahona, i den sydvästra delen av landet, 120 km väster om huvudstaden Santo Domingo. María Montez International Airport ligger 3 meter över havet. Den ligger vid sjön Laguna Los Aletones.
Terrängen runt María Montez International Airport är platt åt nordost, men åt sydväst är den kuperad. Havet är nära María Montez International Airport österut. Närmaste större samhälle är Santa Cruz de Barahona, 5,2 km söder om María Montez International Airport. 